# Доре, Гаранс
Гаранс Доре́ (фр. Garance Doré; род. 1 мая 1975 г. на о.Корсика, Франция) — французский фотограф, иллюстратор, журналист. Получила широкую известность благодаря своему блогу о моде.

## Карьера
Доре, урождённая Марилин Фиори, работала внештатным иллюстратором для Louis Vuitton, Dior, Kate Spade и Gap. В 2006 г. начала вести блог www.garancedore.com, в котором публиковала свои иллюстрации и статьи. В 2007 г. Гаранс заинтересовалась новым направлением в моде под названием «стритстайл» и стала фотографировать обычных людей на улицах Парижа. С этого момента началось её сотрудничество с Chloe, Chopard, David Yurman, Tiffany & Co. и J. Crew. Газета New York Times назвала её «хранительницей стиля».
В 2009 г. Доре стала добавлять в свой блог видео-контент. Это привело к новому этапу сотрудничества с такими крупными брендами, как Dior, Chopard, Tiffany & Co., Petit Bateau, J.Crew, Max Mara и Kering. С 2012 г. студия Гаранс выпускает на Youtube видеоэпизоды под названием Pardon My French. В первых роликах Гаранс рассказывала о Неделях моды и брала интервью у знаменитостей — Стеллы Маккартни, Дженны Лайонс , Дриса Ван Нотена и Анны Делло Руссо.
В 2012 г. Гаранс вместе со Скоттом Шуманом, создателем известного блога The Sartorialist, получили премию Американского совета модельеров.
В 2014 г. Гаранс Доре и Скотт Шуман объявили о разрыве отношений.
В 2015 году вышла книга Гаранс Доре LOVE STYLE LIFE о моде, стиле и красоте. В феврале 2016 года книга вышла на русском языке в издательстве «Синдбад».
В 2016 г. стало известно о помолвке Гаранс Доре с джазовым музыкантом Крисом Нортоном.
В настоящее время Гаранс живёт и работает в г. Лос-Анджелес, США.

## Сотрудничество
О творчестве Гаранс Доре писали такие издания как Harper's Bazaar, GQ, Vogue, Self Service и французский Elle. Её фотографии, иллюстрации и статьи публиковались в The New York Times, The New York Times Style Magazine, New York Magazine, Vogue, British Vogue, The Guardian и Elle.

## Премии
В 2012 году Гаранс Доре и Скотт Шуман получили Eugenia Sheppard Media Award от Американского совета модельеров, став первыми блогерами, удостоенными этой награды.
- 2012 Американский совет модельеров[17] — Eugenia Sheppard Media Award
- 2011 Турецкое издание Elle — Премия «Модный блогер года»[18]
- 2010 Forbes magazine — 20 лучших блогов о моде для женщин-профессионалов[19]
- 2009 Men Style — Топ-25 женщин мира моды[20]
- Французское издание Elle — 30 самых влиятельных женщин мира моды[21]